# Вітрильний спорт на літніх Олімпійських іграх 1912
Змагання з вітрильного спорту на літніх Олімпійських іграх 1912 у Стокгольмі тривали з 19 до 22 липня поблизу узбережжя Нюнесгамна в Балтійському морі. Розігрувалося 4 комплекти нагород у відкритих дисциплінах, тобто жінки могли змагатися нарівні з чоловіками.

## Країни
Джерело:
| Данія (DEN)             | Фінляндія (FIN) | Франція (FRA) | Норвегія (NOR) |  |
| Російська імперія (RU1) | Швеція (SWE)    |               |                |  |

## Медальний залік
Джерело:
| Дисципліна      | Золото | Срібло | Бронза |
| --------------- | --- | --- | --- |
| 1912: 6 метрів  | Франція (FRA) · Гастон Тюбе · Амеде Тюбе · Жак Тюбе | Данія (DEN) · Ганс Мейленґрахт-Мадсен · Стен Герсхенд · Свен Томсен | Швеція (SWE) · Ерік Сандберґ · Отто Ауст · Гаральд Садберґ                                                                               |
| 1912: 8 метрів  | Норвегія (NOR) · Торальф Ґлад · Томас Ос · Андреас Брекке · Торлейв Корнеліуссен · Крістіан Єбе                                                                                    | Швеція (SWE) · Бенґт Гейман · Еміль Генріквес · Альвар Тіль · Герберт Вестермарк · Нільс Вестермарк                                                                     | Фінляндія (FIN) · Бертіль Тальберґ · Артур Анґер · Еміль Лінд · Ґуннар Тальберґ · Ґеорґ Вестлінґ                                         |
| 1912: 10 метрів | Швеція (SWE) · Філіп Ерікссон · Карл Гельстрем · Пауль Ісберґ · Гумберт Лунден · Герман Нюберґ · Гаррі Росенсверд · Ерік Валлеріус · Гаральд Валлін                                | Фінляндія (FIN) · Гаррі Валь · Вальдемар Б'єркстен · Якоб Б'єрнстрем · Брор Бреннер · Аллан Франк · Ерік Лінд · Юго Аарне Пеккалайнен                                   | Росія (RUS) · Еспер Бєлосельський · Ернест Браше · Карл Ліндхолм · Микола Пушницький · Олександр Родіонов · Йосип Шомакер · Філіп Штраух |
| 1912: 12 метрів | Норвегія (NOR) · Йоган Анкер · Нільс Бертельсен · Ейлерт Фальх-Лунд · Гальфдан Гансен · Арнфінн Геє · Маґнус Конов · Альфред Ларсен · Петтер Ларсен · Крістіан Штайб · Карл Теулов | Швеція (SWE) · Нільс Перссон · Пер Берґман · Дік Берґстрем · Курт Берґстрем · Гуґо Класон · Фольке Юнсон · Сіґурд Кандер · Іван Ламбю · Ерік Ліндквіст · Гуґо Сельстрем | Фінляндія (FIN) · Ернст Кроґіус · Фердінанд Альфтан · Пекка Гартвалль · Ярл Гулльден · Сіґурд Юслен · Ейно Санделін · Йоган Сілен        |

## Таблиця медалей
| Місце               | Країна              | Золото | Срібло | Бронза | Загалом |
| ------------------- | ------------------- | ------ | ------ | ------ | ------- |
| 1                   | Норвегія (NOR)      | 2      | 0      | 0      | 2       |
| 2                   | Швеція (SWE)        | 1      | 2      | 1      | 4       |
| 3                   | Франція (FRA)       | 1      | 0      | 0      | 1       |
| 4                   | Фінляндія (FIN)     | 0      | 1      | 2      | 3       |
| 5                   | Данія (DEN)         | 0      | 1      | 0      | 1       |
| Загалом (5 збірних) | Загалом (5 збірних) | 4      | 4      | 3      | 11      |